# Graciela Hierro
Graciela Hierro Pérezcastro  (Ciudad de México, 1928 - 30 de octubre de 2003) fue una filósofa especializada en ética que introdujo la filosofía feminista en México. En 1978 fundó la Asociación Filosófica Feminista de México. Fue además la primera directora del Programa Universitario de Estudios de Género (PUEG) en la Universidad Nacional Autónoma de México.
Desarrolló el concepto de género a través desde un estudio histórico y filosófico institucionalizando el feminismo en la academia. Es fundamental en el desarrollo de su investigación y postura en el campo de la ética. Su trabajo trascendió los ámbitos académicos y cobró importancia en la esfera política y cultural mexicana. Gracias a sus convicciones facilitó que se abordaran aquellos temas relacionados con el cuerpo y la sexualidad femenina considerados tabú en las sociedades patriarcales.

## Trayectoria
Procedente de una familia académica, católica y tradicional rompió con el destino que la sociedad le trazaba por ser mujer.  Terminó la preparatoria con pretensiones de estudiar medicina pero sus padres la prepararon para ser secretaria bilingüe.
Se inscribió en la Universidad Femenina de Adela Formoso donde estudió la preparatoria abierta. Realizó estudios de maestría y doctorado de filosofía en la Facultad de Filosofía y Letras de la UNAM (1982) mientras educaba a cinco hijos, por ello su trayectoria universitaria fue larga que duró alrededor de una década. Su tesis de doctorado, El utilitarismo y la condición femenina, que después se publicaría bajo el título de Ética y feminismo, aborda el problema ético de la exclusión de las mujeres en los regímenes patriarcales.
Al concluir el doctorado consiguió posicionarse como jefa de la cátedra de ética y del Seminario Interdisciplinario de Posgrado de la Facultad de Filosofía y Letras de la UNAM. Fue profesora en esa facultad durante más de treinta años desde 1972. En 1992 se le asignó el cargo de directora en el recién creado Programa Universitario de Estudios de Género por el rector José Sarukhán en el que permaneció hasta su muerte.
En 1978 fundó en México la Asociación Filosófica Feminista, afiliada a la Society for Women in Philosophy (SWIP) de Estados Unidos y desde entonces formó parte de grupos feministas de México, Estados Unidos, Canadá y Argentina. (ampliar)
Fue en la entrada de un nuevo siglo, el año 2000, cuando decidió contar su vida, a modo de relato nos platica de cómo fue infancia, adolescencia, juventud y madurez en el libro "Gracias a la vida". Más que contar una historia oculta lo que intenta es reflexionar a partir de sus experiencias y memoria, ya que "una vida que no es reflexionada no es digna de ser vivida".
Escribió libros y antologías a lo largo de casi 20 años sobre temas de educación, ética, libertad, feminismo.  Entre sus libros publicados destaca ética y feminismo (UNAM, 1985) De la domesticación a la educación de las mexicanas (Torres Asociados, 1989) Las antologías La naturaleza femenina (UNAM, 1989), Perspectivas feministas (UAP, 1993) Diálogos sobre Filosofía y género (Asociación Filosófica de México/ UNAM, 1995), Filosofía de la educación y género (Facultad de Filosofía y Letras/ Torres Asociados, 1997).
Graciela Hierro murió de cáncer el 30 de octubre de 2003 a los 75 años. Su pérdida fue resentida para todo el feminismo en México y el mundo. Su historia de vida será evidencia del poder de la perseverancia y el trabajo.
Algunos de los referentes fueron en filosofía y feminismo:Hannah Arendt Michel Foucautl, Fernando Salmerón, R.F. Atkinsony y R.S. Peters Paulo Freire. En Feminismo Celia Amorós, Simone de Beauvoir.
Graciela Hierro afirma que nadie educa a nadie y que toda la educación culmina siendo autoeducación. Sus investigaciones en filosofía de la educación han llevado a la formulación de un concepto de educación unido a la ética, no se puede concebir a una persona educada sin una moral autónoma.

## Pensamiento
En Ética y feminismo, un estudio ético que reflexiona acerca de la condición femenina, la filósofa expone cómo las mujeres son consideradas “seres para otros”  desde la inferiorización, el control y el uso al que se enfrentan. Señala la existencia de una doble moral existente en las sociedades dictada por el modo de interpretación patriarcal: la diferencia biológica sexual. Ésta doble moral se ha perpetuado a través de la educación formal e informal. A partir de esta reflexión es como Hierro propone una ética feminista del interés. Los trabajos de Graciela Hierro son un parte aguas para la academia, ahora sería impensable un congreso nacional de filosofía en el que no hubiera mesas de estudios de género. Hay un antes y un después de la publicación de Ética y feminismo consideran 
quienes han estudiado su obra.

### Género
Su trabajo se desarrolló de la mano de la perspectiva de género como herramienta para una toma de conciencia de situación de opresión de las mujeres. La perspectiva de género funciona como herramienta descriptiva de las condiciones desiguales que produce el género. El género es una asignación social de identidades hombre y mujer a partir de la sexualización de sus cuerpos. Estas identidades son determinaciones impuestas de los roles de los seres humanos dentro de la sociedad.
El discurso predominante que opera en relación poder, el saber y el placer han sido siempre dirigido por las expectativas de la sexualidad masculina. A partir de polaridades naturales podemos comprender la diferenciación de cuerpos y de identidades de lo masculino y lo femenino: la experiencia femenina está ligada a la naturaleza y a lo inmanente por la procreación y los ciclos vitales; en cambio, la experiencia masculina es paradigma de control y trascendencia. La mujer entonces tiene a función de dar vida, la función del hombre será regularla. El género es un sistema de jerarquía social, constituye la sexualización del poder. En las sociedades patriarcales el género es el dispositivo para mantener a la mujer oprimida.  La diferencia de carácter cultural en los roles que la sociedad asigna a hombres y mujeres es siempre asimétrica.

### Ética
La investigación sobre la condición de las mujeres abordó diversos aspectos: el ser de las mujeres, el lugar que históricamente han tenido como seres-para-otros, el placer, su liberación a partir de la apropiación del cuerpo. La postura ética de Hierro emerge de los estudios feministas.
Ética y feminismo, un estudio ético que reflexiona acerca de la condición femenina, donde la filósofa expone cómo las mujeres son consideradas seres-para-otros desde la inferiorización, el control y el uso al que se enfrentan. Señala que la doble moral existente en las sociedades es dictada por el modo de interpretación patriarcal: la diferencia sexual. Esta doble moral se ha perpetuado a través de la educación formal e informal. Esta tesis doctoral fue orientada por la doctrina utilitaria de Stuart Mll A partir de esta reflexión es como Graciela propone una ética feminista del interés.
Ética del placer es su última publicación, ahí condensa su pensamiento acerca de su proyecto ético con el propósito de fundamentar una filosofía moral, que no forme o dicte nuevas verdades sino que reflexione sobre una dimensión de lo humano; esto es, la relación entre géneros y como esta relación es jerárquica e impuesta.
El proyecto ético de Hierro tiene dos dimensiones, por un lado la dimensión crítica que parte del cuestionamiento del rol asimétrico que se les asigna a las mujeres dentro de las sociedades patriarcales; por otro lado la dimensión creadora o propositiva. La ética no se limita a describir un estado de cosas sino que tiene que proponer nuevas posibilidades de transformar a las personas, la sociedad y los discursos.

### Libertad
La ética, el deber de lo humano para con lo humano, propone la responsabilidad que tenemos para nuestra libertad. A partir de la apropiación del propio cuerpo, de sus placeres y alegrías podemos disponer de manera libre nuestras decisiones y posición frente a la vida. Esta libertad se consigue cuando se alcanza y conquista la categoría moral de persona, condición fundamental de ser-para-sí. La obligación fundamental consigo mismas de las mujeres es alcanzar su autodeterminación, construir una moralidad de su propio placer a partir de la apropiación de su cuerpo, su placer, su ser.
El proyecto ético de placer se fundamenta en la transvaloración de lo impuesto, a partir del propio reconocimiento de los intereses propios (alegrías y placeres). Graciela Hierro construye un concepto ético-feminista de la libertad, ser libre es una praxis, ejercer la condición de persona para actuar en condiciones de igualdad como seres actuantes de la sociedad.

### Las mujeres
En los últimos años de su vida además de su proyecto ético enfocó su pensamiento a entender el proceso de envejecer de las mujeres. Para ello fundó Las Reinas, grupo de mujeres psicoanalistas, psicoterapeutas, escritoras y académicas que, en su búsqueda de la palabra, se propusieron reflexionar sobre una nueva cultura feminista, ellas –las reinas– construyeron el apoyo, la amistad, la solidaridad y el amor entre mujeres. Y lograron juntarse con otras reinas -explica Candelaria Ochoa en su texto A Graciela Hierro, La Reina. "Cuando una nueva reina ingresaba, le obsequiaba un dije de ágata con el símbolo de las mujeres. En una ocasión presencié el ritual de recepción para una nueva reina y la entrega de un dije hermoso, a lo que presta expresé: “yo quiero uno”, y me contestó: “tú eres una chiquilla, cuando seas grande te harás acreedora de uno”; y no se refería a grande por la edad cronológica, sino por los aprendizajes de la vida."
Como integrante del grupo de investigación participó en talleres sobre soledad, sexualidad, relación madre-hija, amor, entre otros temas. El objetivo de Las reinas fue reflexionar sobre el envejecimiento de las mujeres y la llegada de la muerte.

## Publicaciones
- Naturaleza y fines de la educación superior (Premio ANUIES) (1982) UNAM.
- Ética y feminismo, (1985) Universidad Nacional Autónoma de México ISBN 9789683661579[14]
- Traducción, comentario y notas de Francis Bacon, escritos pedagógicos (1987) UNAM.
- De la domesticación a la educación de las mexicanas, México, Editorial Torres Asociados, (1989)
- La naturaleza femenina. Tercer coloquio nacional de filosofía (compiladora), México, UNAM, (1985)
- Ética de la libertad, México, Editorial Fuego Nuevo, (1990)
- Perspectivas feministas (editora), Puebla, Universidad Autónoma de Puebla, (1993)
- Naturaleza y fines de la educación superior, México, UNAM, (1994)
- Diálogos sobre filosofía y género (editora), México, Asociación Filosófica de México/UNAM, (1995)
- La enseñanza de la ética (1995)
- Filosofía de la Educación y Género (editora), México, Facultad de Filosofía y letras de la UNAM/Editorial Torres Asociados, (1997)
- Gracias a la vida, México, Documentación y Estudios de Mujeres A.C. ( Premio DEMAC), (2000)
- Tres Temas. Tres Mujeres. Muchas Mujeres. Coautora: Universidad Autónoma de Nuevo León. México (2001)
- La ética de placer (2001) México, UNAM

## Distinciones
- International Women Forum. Women That Makes a Difference. (1977) EUA.[5]
- “Feminista del año” Universidad de Chile (1998)
- Premio Nacional “María Lavalle Urbina”. Secretaría de Relaciones Exteriores. Alianza de Mujeres de México, A.C. (2000)
- Premio Memorias. DEMAC (2000)
- Visitante distinguida de Puebla (2001)
- Afiliada a Women’s for Philosophy USA

## Homenajes y reconocimientos
En 2004, a pocos meses de su muerte, académicas y feministas recordaron a Graciela Hierro en un acto en la Facultad de Filosofía y Letras de la UNAM en el que participaron destacadas académicas y feministas como Gloria Careaga, María Luisa Tarrés, Margarita Velázquez y Dora Cardacci y recordaron a Hierro en sus etapas de investigadora, docente, amiga y compañera de trabajo.
En 2009 se publicó el libro "Homenaje a Graciela Hierro". En su presentación intervino la antropóloga y feminista Marcela Lagadre que dictó una conferencia sobre sinergia feminista.